# Jules André (peintre)
Pour les articles homonymes, voir Jules André (homonymie) et André.
Jules André, né à Paris le 24 avril 1807 et mort à Paris 16e le 16 août 1869 est un peintre français.

## Biographie
Jules André est le fils de Maurice André et de Marie Constance Pithou.
Il étudie la peinture avec André Jolivard, puis avec Louis Étienne Watelet, et devient paysagiste de mérite.
Son premier envoi au Salon date de 1831.
Il enseigne la peinture à son fils Edmond André (Sèvres, 1844–Alger, 1877).
Il meurt à son domicile parisien le 16 août 1869.

Œuvres attribuées à Jules André
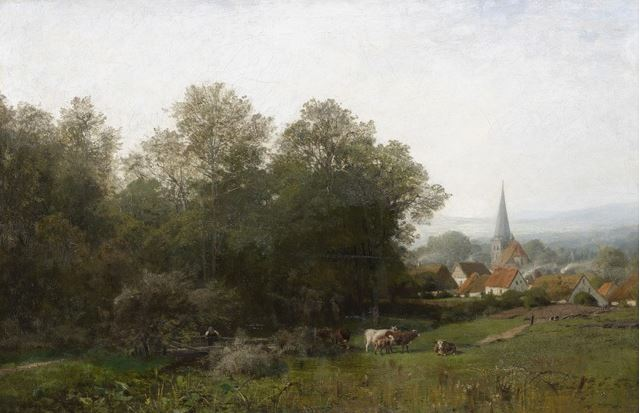
Paysage avec une église de village, localisation inconnue.
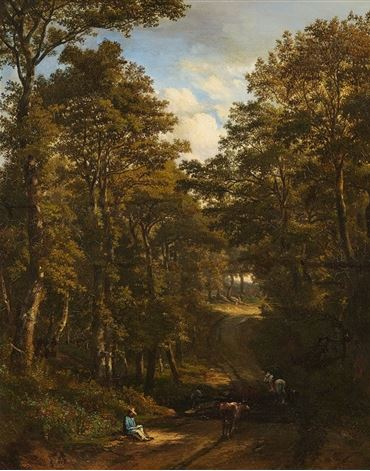
Une route forestière avec cavalier et vaches, localisation inconnue.
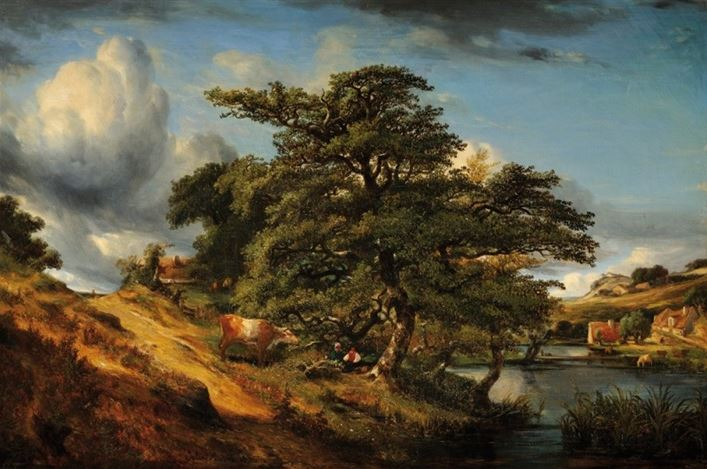
Paysage au grand chêne (1836), localisation inconnue.